# Triplopogon ramosissimus
Triplopogon ramosissimus är en gräsart som först beskrevs av Eduard Hackel, och fick sitt nu gällande namn av Norman Loftus Bor. Triplopogon ramosissimus ingår i släktet Triplopogon och familjen gräs. Inga underarter finns listade i Catalogue of Life.